# 油叶花椒
油叶花椒（学名：Zanthoxylum bungeanum var. punctatum）为芸香科花椒属下的一个变种。

## 扩展阅读
- 維基物種上的相關：油叶花椒